# Escifozous
Els escifozous (Scyphozoa) són una classe de cnidaris medusozous en els quals la fase de pòlip acostuma a està reduïda o fins i tot absent, predominant-hi, doncs, la forma medusa. La majoria de les meduses més comunes a casa nostra pertanyen a aquesta classe.

## Característiques

Anatomia d'una medusa (classe Scyphozoa).

Els escifopòlips són petits i inconspicus, i reben el nom d'escifistomes. S'originen per metamorfosi de la larva plànula. Presenten un tipus especial de reproducció asexual anomenat estrobilació, que consisteix en una fissió transversal mitjançant la qual es van alliberant petites meduses denominades èfires; en aquesta etapa els escifopòlips s'anomenen estròbils. Després d'aquest període reproductiu, reprenen la seva vida com a escifistomes fins al següent any, en què es repeteix el procés.
Les meduses, conegudes com a escifomeduses, són clarament predominants en el cicle biològic dels escifozous; solen ser més grans que les hidromeduses, amb un diámetre de 2 a 40 cm, la medusa cabellera de lleó (Cyanea capillata) pot assolir els 2 m de diàmetre i els seus tentacles 60 o 70 m. Es coneixen unes 200 espècies, presents en tots els mars.

## Reproducció i desenvolupament
Després de la segmentació es produeix una blàstula buida, que es desenvolupa fins a formar una larva plànula amb una breu existència lliure, després de la qual es fixa al 'substrat, experimenta una metamorfosi i es transforma en una petita forma polipoide anomenada escifistoma. El escifistoma pateix l'esmentada estrobilació i va produint diminutes meduses joves (èfires) que, en uns mesos, es transformen en meduses adultes que duen a terme la reproducció sexual. Aquest cicle bàsic sofreix modificacions diverses. En algunes Semaeostomeae l'escifistoma queda inclòs en quists dins el progenitor, eludint així la fase sèssil; alguns gèneres de Coronatae no tenen escifistoma i de l'ou es desenvolupa directament una medusa adulta.

## Taxonomia
Segons WoRMS. els escifozous inclouen dues subclasses i tres ordres:
- Subclasse Coronamedusae
  - Ordre Coronatae
- Subclasse Discomedusae
  - Ordre Rhizostomeae
  - Ordre Semaeostomeae